# Mashona Washington
Mashona Washington (Flint, 31 maggio 1976) è un'ex tennista statunitense.

## Biografia
Dopo aver studiato nello stato del Michigan, dove è nata, si trasferì a Delray Beach in Florida, continuando alla Lake Worth Christian School di Boynton Beach in Florida. Si spostò ancora nel 1997 a Houston nel Texas.
Nel 2004 giunse in finale nel singolare del Japan Open Tennis Championships, dove venne sconfitta da Marija Šarapova. Nel ranking raggiunse la 50ª posizione l'8 novembre del 2004.
Partecipò al Singolare femminile del Torneo di Wimbledon 2005 venendo eliminata al terzo turno da Elena Dement'eva.
Nel 2008 fu finalista al nel doppio femminile della Cellular South Cup 2008 in coppia con Angela Haynes. Nell'occasione la competizione fu vinta da Lindsay Davenport e Lisa Raymond.

## Statistiche

### Risultati in progressione
| Sigla | Risultato               |
| ----- | ----------------------- |
| V     | Vincitore               |
| F     | Finalista               |
| SF    | Semifinalista           |
| O     | Oro olimpico            |
| A     | Argento olimpico        |
| SF    | Bronzo olimpico         |
| QF    | Quarti di Finale        |
| 4T    | Quarto turno            |
| 3T    | Terzo turno             |
| 2T    | Secondo turno           |
| 1T    | Primo turno             |
| RR    | Round Robin             |
| LQ    | Turno di qualificazione |
| A     | Assente                 |
| ND    | Non disputato           |

| Legenda superfici    |
| -------------------- |
| Cemento              |
| Terra battuta        |
| Erba                 |
| Superficie variabile |

#### Singolare nei tornei del Grande Slam
| Torneo          | 1996 | 1997 | 1998 | 1999 | 2000 | 2001 | 2002 | 2003 | 2004 | 2005 | 2006 | 2007 | 2008 | 2009 | 2010 | 2011 | 2012 |
| --------------- | ---- | ---- | ---- | ---- | ---- | ---- | ---- | ---- | ---- | ---- | ---- | ---- | ---- | ---- | ---- | ---- | ---- |
| Australian Open | A    | A    | A    | A    | A    | A    | A    | 1T   | A    | 2T   | 1T   | A    | A    | A    | A    | A    | A    |
| Open di Francia | A    | A    | A    | A    | A    | A    | A    | A    | A    | 1T   | 1T   | A    | A    | A    | A    | A    | A    |
| Wimbledon       | A    | A    | A    | A    | 1T   | A    | A    | A    | 2T   | 3T   | 2T   | A    | A    | A    | A    | A    | A    |
| US Open         | A    | A    | 1T   | 1T   | 1T   | A    | 2T   | A    | 1T   | 1T   | A    | A    | A    | A    | A    | A    | A    |

#### Doppio nei tornei del Grande Slam
| Torneo          | 1996 | 1997 | 1998 | 1999 | 2000 | 2001 | 2002 | 2003 | 2004 | 2005 | 2006 | 2007 | 2008 | 2009 | 2010 | 2011 | 2012 |
| --------------- | ---- | ---- | ---- | ---- | ---- | ---- | ---- | ---- | ---- | ---- | ---- | ---- | ---- | ---- | ---- | ---- | ---- |
| Australian Open | A    | A    | A    | 1T   | A    | A    | A    | A    | 1T   | 2T   | 1T   | A    | A    | A    | A    | A    | A    |
| Open di Francia | A    | A    | A    | A    | A    | A    | A    | A    | 2T   | 1T   | 1T   | A    | A    | A    | A    | A    | A    |
| Wimbledon       | A    | A    | A    | 1T   | A    | A    | A    | 3T   | 1T   | 2T   | 2T   | A    | 1T   | A    | A    | A    | A    |
| US Open         | A    | A    | 3T   | 1T   | A    | A    | A    | 1T   | 3T   | 1T   | A    | A    | A    | 1T   | A    | A    | A    |

#### Doppio misto nei tornei del Grande Slam
| Torneo          | 1996 | 1997 | 1998 | 1999 | 2000 | 2001 | 2002 | 2003 | 2004 | 2005 | 2006 | 2007 | 2008 | 2009 | 2010 | 2011 | 2012 |
| --------------- | ---- | ---- | ---- | ---- | ---- | ---- | ---- | ---- | ---- | ---- | ---- | ---- | ---- | ---- | ---- | ---- | ---- |
| Australian Open | A    | A    | A    | A    | A    | A    | A    | A    | A    | A    | A    | A    | A    | A    | A    | A    | A    |
| Open di Francia | A    | A    | A    | A    | A    | A    | A    | A    | A    | A    | A    | A    | A    | A    | A    | A    | A    |
| Wimbledon       | A    | A    | A    | A    | A    | A    | A    | A    | 2T   | A    | A    | A    | A    | A    | A    | A    | A    |
| US Open         | 1T   | A    | A    | A    | A    | A    | A    | 1T   | A    | A    | A    | A    | A    | A    | A    | 1T   | A    |

## Vittorie contro giocatrici Top 10
| Stagione | 2004 | Totale |
| Vittorie | 1    | 1      |

| #    | Giocatrice      | Ranking | Evento                      | Superficie | Turno | Punteggio     | Rank. MWR |
| ---- | --------------- | ------- | --------------------------- | ---------- | ----- | ------------- | --------- |
| 2004 |                 |         |                             |            |       |               |           |
| 1.   | Marija Šarapova | 7       | Pilot Pen Tennis, New Haven | Cemento    | 2T    | 6-3, 2-6, 6-2 | 81        |